# My Ambulance
My Ambulance (tiếng Thái: รักฉุดใจนายฉุกเฉิน; RTGS: Rak Chut Chai Nai Chukchoen, tiếng Việt: Yêu chàng cấp cứu) là bộ phim truyền hình Thái Lan năm 2019 với sự tham gia của Davika Hoorne, Sunny Suwanmethanon, và  Wongravee Nateetorn. Phim phát sóng trên kênh One31 từ ngày 6 tháng 9 đến 26 tháng 10 năm 2019 gồm 16 tập. Phim được sản xuất bởi hãng Nadao Bangkok và đạo diễn Naruebet Kuno.

## Diễn viên

### Nhân vật chính
- Davika Hoorne vai Tantawan
  - Sawanya Paisarnpayak vai Tantawan (trẻ)
- Sunny Suwanmethanon vai Peng
  - Vachirawit Chiva-aree vai Peng (trẻ)
- Wongravee Nateetorn vai Chalarm

### Nhân vật phụ
- Kanyawee Songmuang vai Bamee
- Putthipong “Billkin” Assaratanakul vai Tao
- Krit Amnuaydechkorn vai Tewkao
- Ponlawit Ketprapakorn vai Whan
- Napat Chokejindachai vai Lek
- Paweenut Panakorn vai Tak
- Thiti Mahayotaruk vai Tai
- Machida Sutthikulphanich vai Kim

### Khách mời
- Lukkhana Siriwong vai mẹ Peng
- Nitmon Ladapornphiphan vai cô gái mắc bệnh tim
- Buppa Suttisanon vai mẹ Tantawan
- Nophand Boonyai vai bố Tantawan
- Varit Hongsananda vai Chao
- Banjong Pisanthanakun vai vật lý trị liệu

## Ca khúc nhạc phim
- Ice Paris Intarakomalyasut & Pearwah Nichaphat - Rak Tit Siren (Love Siren) [6]
- Billkin - You Are My Everything [7]
- Sunny Suwanmethanon & Sky Wongravee - Love Message [8]
- Mai Davika - Tok Lum Rak (Heartbeat)
- Thanaerng Kanyawee - Mai Penrai Rok (It's OK) [9]
- Ice Paris Intarakomalyasut - Rak Tit Siren (Love Siren) (Midnight Version) [10]
- Friday - Nao Ni (This Winter)
- Scrubb - Khao Kan Di (Well)
- Buachompoo Sahavat - Love Message